# Sam Puckett
Samantha "Sam" Puckett is een personage uit de Amerikaanse televisieseries iCarly en Sam & Cat van Nickelodeon, gespeeld door Jennette McCurdy.

## Biografie

### iCarly
Sam is de beste vriendin van Carly en Freddie en medepresentatrice van de webshow iCarly. Ze is een agressief maar zorgzaam meisje dat nauwelijks thuis is. In een aflevering wordt er gezegd dat ze een gruwelijke hekel heeft aan werken. Ze vindt Tom Higgenson uit de Plain White T's ook heel goed. Enkele opvallende snacks die Sam eet, zijn ham, kippenvleugels, fatcakes, varkensgehaktballetjes en kauwgom die naar bacon smaakt. Sam heeft vreemde gewoontes, zoals het pikken van andermans eten. Om haar moeder te ontwijken, probeert ze zo vaak mogelijk bij Carly te slapen. Er is ooit gezegd dat Sam geboren is in een bus.Ook zou ze vroeger koffie hebben gekregen omdat 'ze daar zo gezellig van werd'. Sam zit ook erg vaak in de nablijfklas en ze zei ooit in "iStakeout" dat zo ongeveer de helft van haar familie 'gevaarlijk' is. Ze heeft vaak ruzie met kinderen van school en pest vaak kinderen, zoals Gibby en Freddie. Het favoriete eten van Sam is chili en ze heeft zelfs een keertje in "Chili My Bowl" gewerkt. Sams lievelingskleur is bruin omdat het de kleur van gehakt en jus is.

### Sam & Cat
In deze serie, die chronologisch speelt na iCarly, belandt Sam in Los Angeles alwaar ze een kamer deelt met Cat Valentine (van de serie Victorious). Samen beginnen ze een oppasdienst om aan geld te komen.

## Relaties
Sam is ook een goede vriendin van Freddie, maar ze hebben vaak ruzie. In een aflevering sloeg ze hem zelfs met een paraplu. Ze heeft twee vriendjes gehad, Frankie en Jonah. In de aflevering iKiss vertelt ze Freddie dat ze nog nooit gezoend heeft en ze heeft haar eerste kus met Freddie, omdat hij ook nog nooit gezoend heeft. Ze blijven elkaar wel haten (in het openbaar, in ieder geval).
In de aflevering iOMG denken Carly en Freddie dat Sam verliefd is op een stagiaire bij iCarly, omdat een zelfgemaakte stemmingsmeter van Freddie zei dat Sams stemming 'verliefd' was. Aan het einde van de aflevering blijkt dat Sam verliefd is op Freddie en ze zoent hem.